# Veronika Ľašová
Veronika Ľašová (ur. 25 czerwca 1992 w Michalovcach) – słowacka lekkoatletka, oszczepniczka.
W 2009 roku nie przeszła eliminacji podczas mistrzostw świata juniorów młodszych, a na olimpijskim festiwalu młodzieży Europy zajęła 10. miejsce.
Złota medalistka (w drużynie) igrzysk europejskich (2015) – indywidualnie była 7. w rzucie oszczepem.
Wielokrotna reprezentantka kraju w drużynowych mistrzostwach Europy.
Złota medalistka mistrzostw Słowacji.